# Feldzug in Polen
Feldzug in Polen aus dem Jahr 1940 ist ein propagandistischer Dokumentarfilm über den deutschen Überfall auf Polen im September 1939 von Fritz Hippler.

## Inhalt
Kriegspropagandafilm, über den Angriff der deutschen Wehrmacht auf Polen im September 1939. Der Film hat keine Spielhandlung und ergänzt Material der Wochenschau mit Leni Riefenstahls Aufnahmen für einen geplanten Film.

## Produktion und Rezeption
Er wurde produziert durch die Deutsche Wochenschau bzw. von Fritz Hippler, der ein hoher Beamter im Reichsministerium für Volksaufklärung und Propaganda des Joseph Goebbels war.
Premierentag war der 8. Februar 1940.
Der Film-Kurier schrieb: „Dieser Film musste kommen. Der in der Kriegsgeschichte einzig dastehende Blitzsieg über die militärische Macht eines 38-Millionen-Staates verlangte nach einer zusammenfassenden filmischen Darstellung.“